# Sainte-Foy-Tarentaise
Pour les articles homonymes, voir Sainte-Foy.
Sainte-Foy-Tarentaise est une commune française située dans le département de la Savoie, en région Auvergne-Rhône-Alpes.

## Géographie

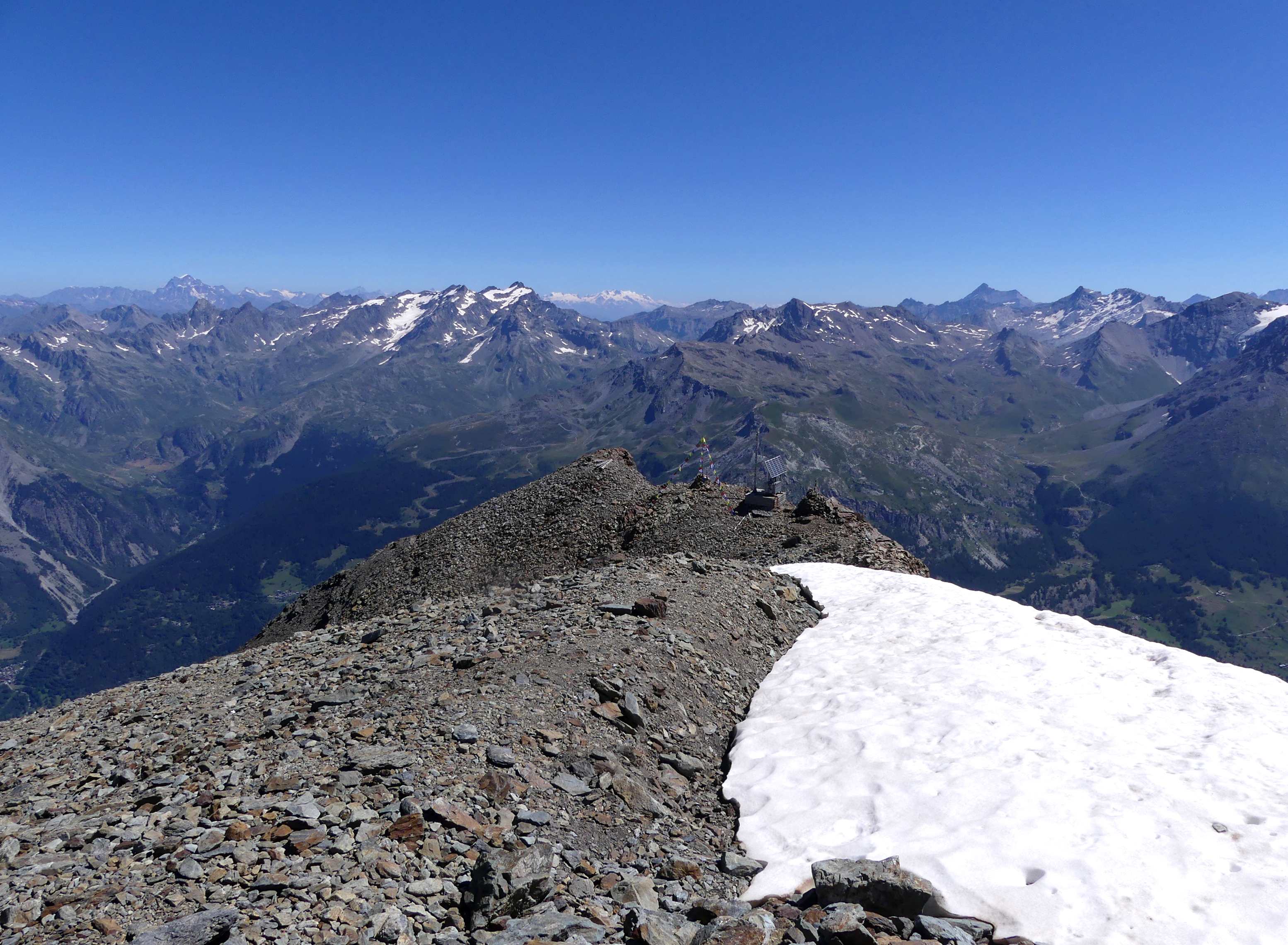
Tarentaise et sommets de la commune à la frontière avec l'Italie.

La commune se situe sur la rive droite de la Haute Isère, sur la route entre Bourg-Saint-Maurice et Val d'Isère.
La commune de Sainte-Foy-Tarentaise recouvre un total de plus de 10 000 hectares, ce qui en fait la 183e commune de France par la superficie. Sur une vingtaine de kilomètres, elle est délimitée par la frontière italienne que deux cols permettent de franchir aisément : le col du Mont et le col du Rocher Blanc.
Son point le plus bas, à Viclaire, est à 890 mètres d’altitude. Le sommet culminant, la Grande Sassière, culmine à 3 747 mètres.

## Urbanisme

### Typologie
Au 1er janvier 2024, Sainte-Foy-Tarentaise est catégorisée commune rurale à habitat dispersé, selon la nouvelle grille communale de densité à sept niveaux définie par l'Insee en 2022.
Elle est située hors unité urbaine. Par ailleurs la commune fait partie de l'aire d'attraction de Bourg-Saint-Maurice, dont elle est une commune de la couronne,. Cette aire, qui regroupe 9 communes, est catégorisée dans les aires de moins de 50 000 habitants,.

### Occupation des sols
L'occupation des sols de la commune, telle qu'elle ressort de la base de données européenne d’occupation biophysique des sols Corine Land Cover (CLC), est marquée par l'importance des forêts et milieux semi-naturels (96,6 % en 2018), en diminution par rapport à 1990 (97,4 %). La répartition détaillée en 2018 est la suivante : 
espaces ouverts, sans ou avec peu de végétation (47,6 %), milieux à végétation arbustive et/ou herbacée (32,8 %), forêts (16,1 %), zones agricoles hétérogènes (3,4 %).
L'IGN met par ailleurs à disposition un outil en ligne permettant de comparer l’évolution dans le temps de l’occupation des sols de la commune (ou de territoires à des échelles différentes). Plusieurs époques sont accessibles sous forme de cartes ou photos aériennes : la carte de Cassini (XVIIIe siècle), la carte d'état-major (1820-1866) et la période actuelle (1950 à aujourd'hui).

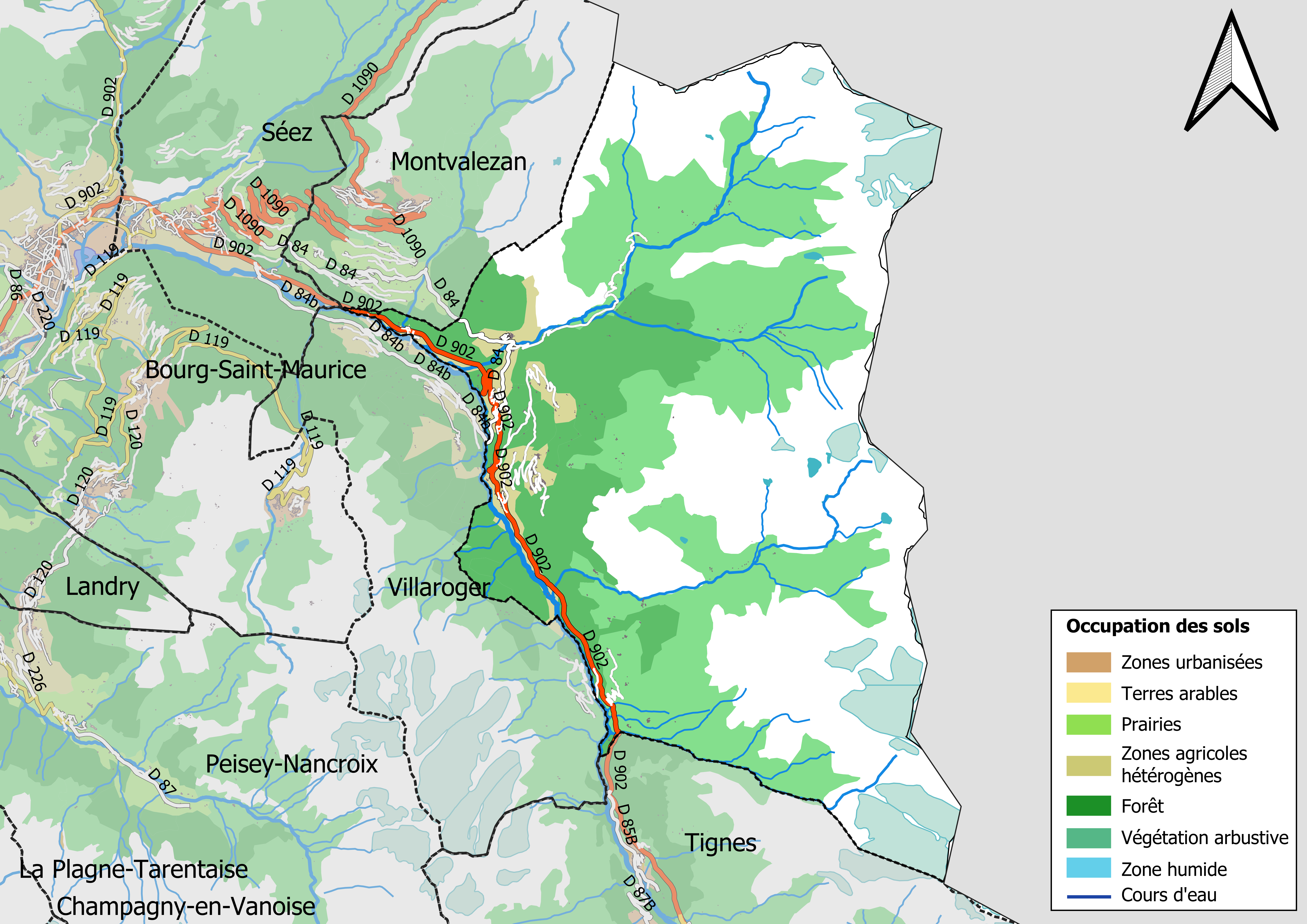
Carte des infrastructures et de l'occupation des sols en 2018 (CLC) de la commune.
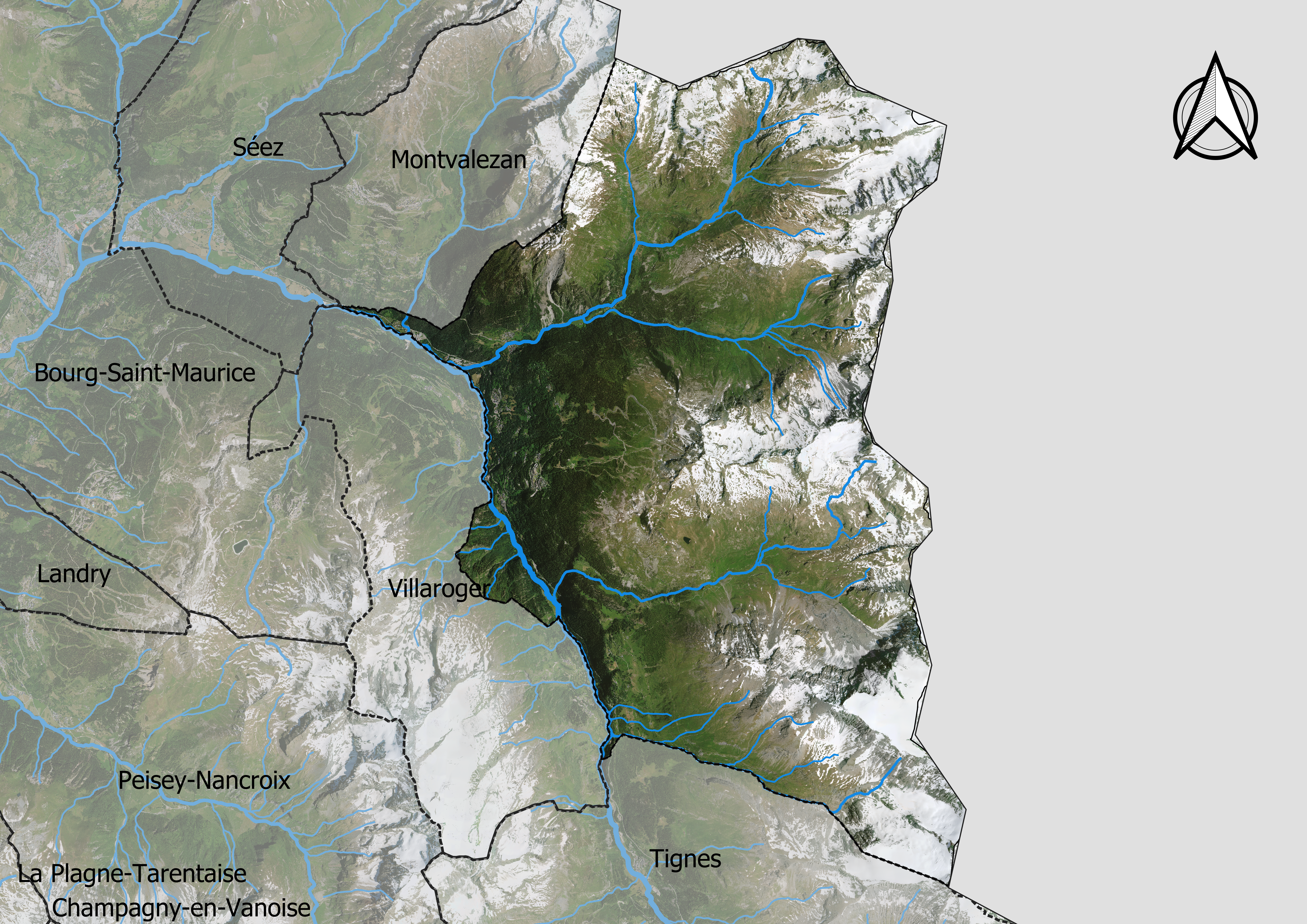
Carte orthophotogrammétrique de la commune.

## Toponymie
Le toponyme du village était autrefois Sainte-Foy,, avant qu'on l'associe au syntagme « -Tarentaise », afin de le distinguer d'autres communes, à partir de 1892. Sainte Foy était une vierge martyre du IIIe au IVe siècle. Tarentaise est le nom de la vallée et de l'ancienne province historique de cette partie de la Savoie.
Pendant la période révolutionnaire, la commune est renommée Valamont.
En francoprovençal, le nom de la commune s'écrit Sinta Fé (graphie de Conflans) ou Senta-Fê (ORB).

## Histoire
Tandis que la Tarentaise semble avoir été peuplée dès le Ve millénaire av. J.-C. par les Ceutrons, aucun vestige ne témoigne d'une présence humaine sur la commune de Sainte-Foy avant que les Romains s'y installent vers le IIIe siècle av. J.-C. La Tarentaise est alors successivement occupée par les Burgondes (peuplade nordique) jusqu'au Xe siècle, puis administrée par les archevêques de Charlemagne qui protègent tant bien que mal les populations contre les invasions des Sarrasins.

Il semble qu'il y ait eu un lieu de culte à Sainte-Foy dès l'évangélisation de la région par Jacques de Tarentaise au Ve siècle, vraisemblablement dédié à sainte Madeleine, seconde patronne du village, mais le nom de Sainte-Foy n'apparaît dans un texte officiel qu'en 1170.
À partir du XIIIe siècle et jusqu'à la fin du XVIIIe siècle, Sainte-Foy dépend de la seigneurie de la Val d'Isère et englobe Tignes et toute la vallée. Entre 1391 et 1738, la paroisse est administrée par trois syndics installés dans les quartiers des Villes, du Tiers de la Thuile et du Tiers du Milieu. Le 31 janvier 1784, Joseph Joachin d'Allinges, dernier seigneur de la Val d'Isère, affranchit Saint-Foy,,.

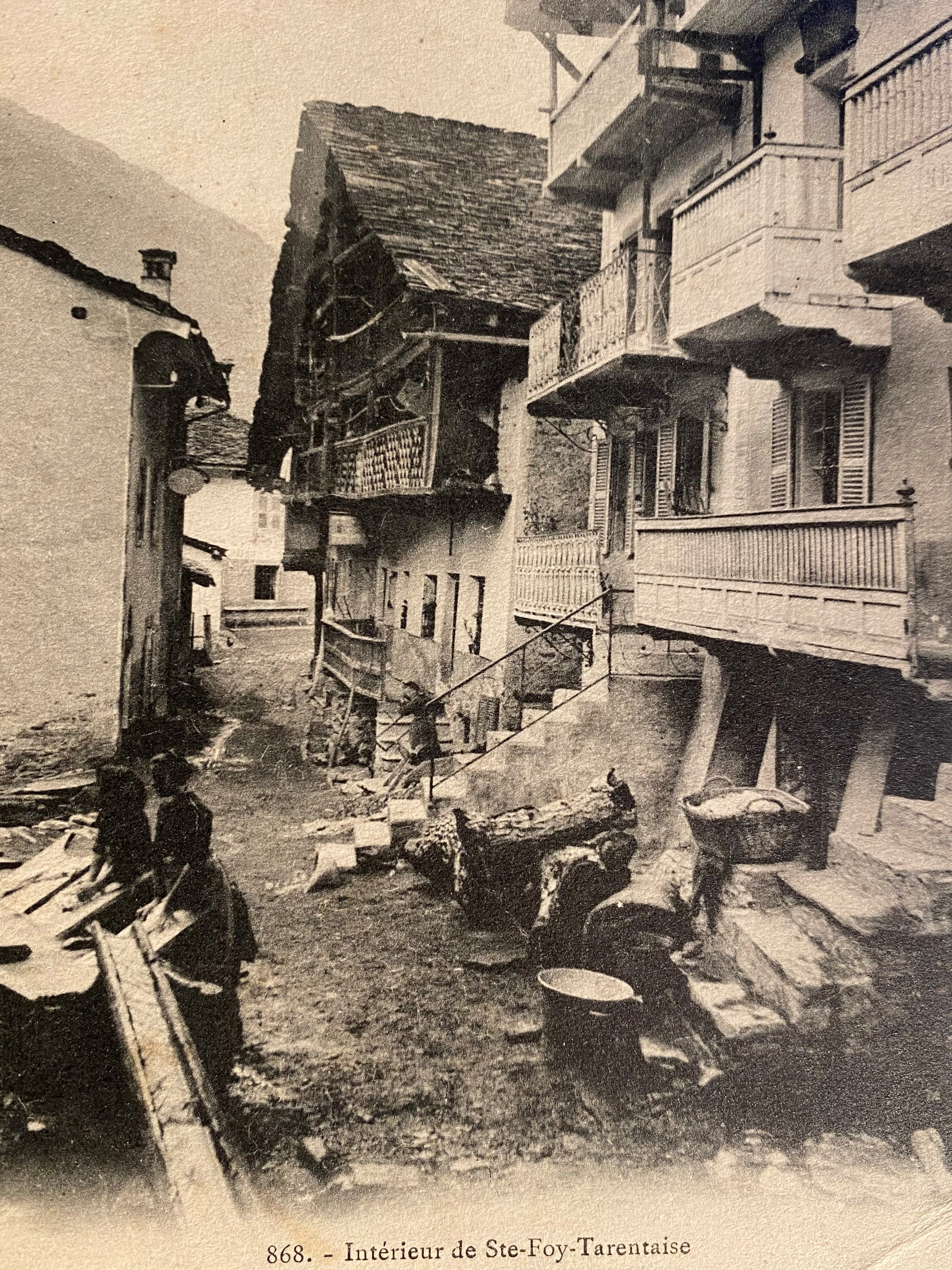
Intérieur de Sainte-Foy-Tarentaise autour de 1900

Bien que Sainte-Foy accueille fraîchement les idées révolutionnaires, elle change tout de même de nom en 1794 pour être rebaptisée Valamont, jusqu'en 1806 où elle retrouve son nom originel. Entretemps l'église est presque entièrement détruite, en particulier son clocher. Rattachée à la Savoie au XIXe siècle, elle vit alors une époque plus paisible mais elle se dépeuple peu à peu. La population passe de 1 574 habitants en 1849 à 935 en 1901. Elle perd encore 46 de ses membres pendant la Grande Guerre,.

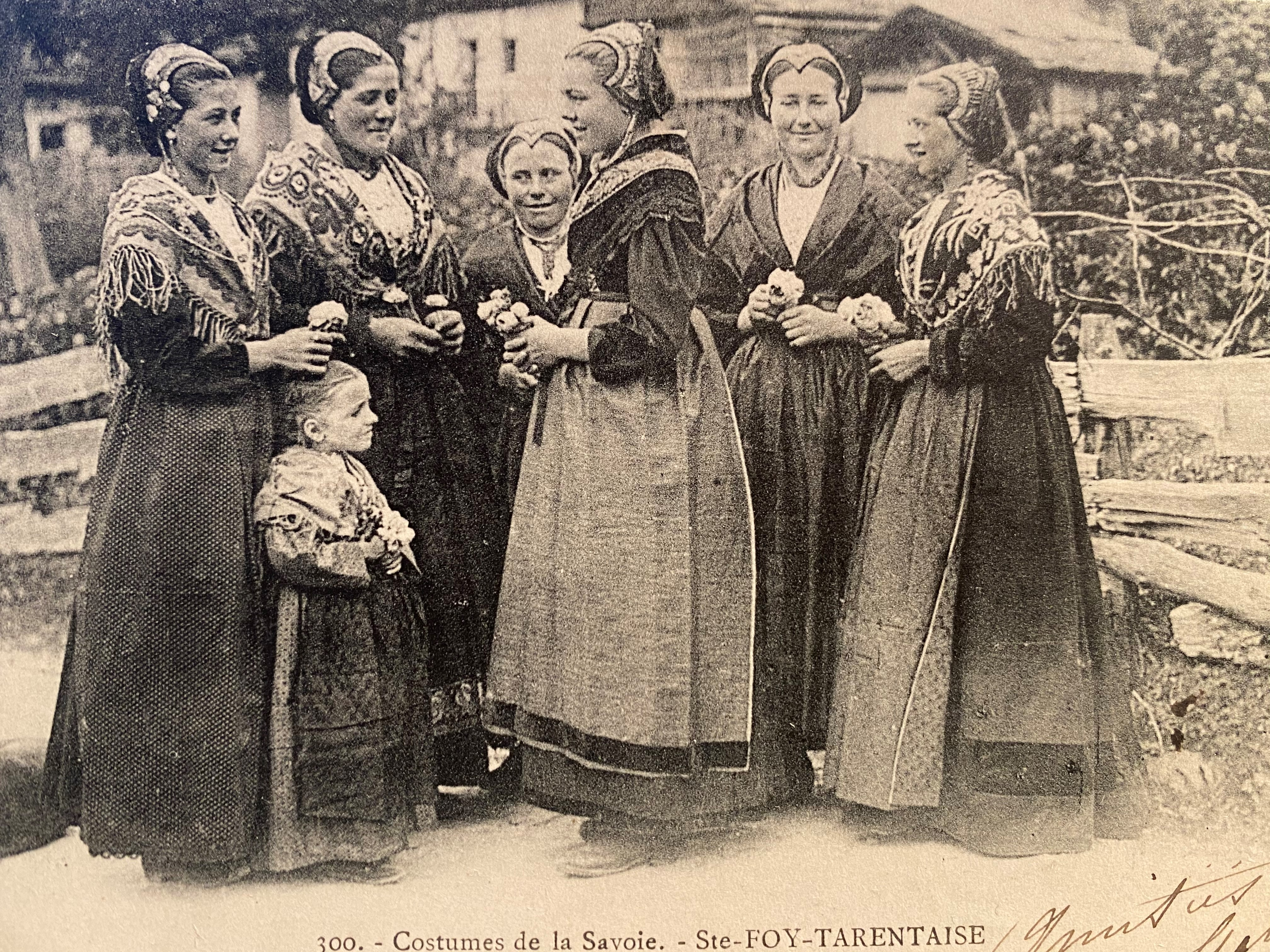
Sainte-Foy-Tarentaise costumes traditionnels au XIXe siècle

En 1932, selon Henri Onde, le village compte « 15 ou 16 familles dont l'établissement remontait à 250 ans ».
Pendant la Seconde Guerre mondiale Sainte-Foy est occupée par les Italiens jusqu'en septembre 43, puis par les Allemands. Ses habitants fuient dans tout le pays, particulièrement en Haute-Loire. La commune est libérée en mars 1945.
La construction du barrage de Tignes, envisagée dès les années 1930, reprend en 1947 et apporte de l'activité à Sainte-Foy. L'inauguration du barrage le 4 juillet 1953 donne l'occasion au Président Auriol de s'arrêter à Sainte-Foy en se rendant à Tignes.

Le site est pris en compte dans le cadre du Plan neige de 1964, pour l'aménagement du ski. Malgré cela, l'exode rural se poursuit à Sainte-Foy comme ailleurs et le village se vide inexorablement de sa population. En 1975, la commune ne compte plus que 593 âmes. À partir des années 1960, plusieurs projets de stations de sports d'hiver germent dans l'esprit des habitants, comme le relate assez justement le feuilleton prémonitoire Miroir 2000 jusqu'à ce qu'en 1982, le site de Bon Conseil soit finalement retenu pour le lancement d'une station de ski. Après moult péripéties et oppositions, le maire Daniel Pascual, élu en 1977, finit par ouvrir les trois premiers télésièges à l'hiver 1990/91, avec le slogan "Sainte-Foy, j'y crois". Après des débuts chaotiques, la station prend véritablement son envol à partir des années 2000, notamment grâce à l'engouement des Anglais et des Hollandais.

## Politique et administration
La commune fait partie de la maison de l'intercommunalité de Haute-Tarentaise dont le siège se trouve dans la ville voisine de Séez.

### Tendances politiques
Élections présidentielles, résultats des deuxièmes tours :
- élection présidentielle de 2007 : 63,04 % pour Nicolas Sarkozy (UMP), 36,96 % pour Ségolène Royal (PS), 83,67 % de participation.
- élection présidentielle de 2002 : 84,01 % pour Jacques Chirac (RPR), 15,99 % pour Jean-Marie Le Pen (FN), 78,84 % de participation.

Élections législatives, résultats des deuxièmes tours :
- élections législatives de 2007 : 56,23 % pour Hervé Gaymard (UMP), 18,24 % pour André Vairetto (PS), 51,76 % de participation.
- élections législatives de 2002 : 51,10 % pour Hervé Gaymard (UMP), 20,44 % pour André Vairetto (PS), 60,39 % de participation.

Élections européennes, résultats des deux meilleurs scores :
- élections européennes de 2004 : 29,15 % pour Michel Rocard (PS), 19,60 % pour Françoise Grossetete (UMP), 32,24 % de participation.
- élections européennes de 1999 : 18,18 % pour François Hollande (PS), 12,83 % pour Nicolas Sarkozy (UMP), 32,02 % de participation.

Élections régionales, résultats des deux meilleurs scores :
- élections régionales de 2004 : 46,36 % pour Anne-Marie Comparini (UMP), 38,19 % pour Jean-Jack Queyranne (PS), 58,02 % de participation.

Élections cantonales, résultats des deuxièmes tours :
- élections cantonales de 2004 : 55,85 % Damien Perry (DVG), 44,15 % pour Jacqueline Poletti (DVD), 58,02 % de participation.

Élections municipales, résultats des deuxièmes tours :
- élections municipales de 2020 : 61,78 % pour Yannick Amet (SE), 68,58 % de participation.
- élections municipales de 2014 : 45,01 % pour Paul Cusin-Rollet (SE), 66,31 % de participation.
- élections municipales de 2008 : 96,30 % pour Raymond Bimet (SE), 78,10 % de participation.
- élections municipales de 2001 : - % pour - (-), - % pour - (-), - % de participation.

Élections référendaires :
- Référendum de 2005 relatif au traité établissant une Constitution pour l'Europe : 45,84 % pour le Oui, 54,16 % pour le Non, 64,84 % de participation.

### Administration municipale
Le conseil municipal de Sainte-Foy Tarentaise est composé d'un maire et de 14 conseillers municipaux.
Voici ci-dessous le partage des sièges au sein du conseil municipal de Sainte-Foy Tarentaise :

### Liste des maires de Sainte-Foy-Tarentaise
| Période                                  | Période   | Identité          | Étiquette | Qualité                                |
| ---------------------------------------- | --------- | ----------------- | --------- | -------------------------------------- |
| juin 1995                                | mars 2001 | Thierry Riorda    | SE        |                                        |
| mars 2001                                | mars 2014 | Raymond Bimet     | SE        |                                        |
| mars 2014                                | 2020      | Paul Cusin-Rollet | SE        |                                        |
| 2020                                     | En cours  | Yannick Amet      | SE        | Président de la Communauté de communes |
| Les données manquantes sont à compléter. |           |                   |           |                                        |

## Population et société
Les habitants de Sainte-Foy-Tarentaise sont appelés les Santaférain(e)s, on trouve la forme erronée Fantaférain(e)s sur Sabaudia.org.

### Démographie
L'évolution du nombre d'habitants est connue à travers les recensements de la population effectués dans la commune depuis 1793. Pour les communes de moins de 10 000 habitants, une enquête de recensement portant sur toute la population est réalisée tous les cinq ans, les populations de référence des années intermédiaires étant quant à elles estimées par interpolation ou extrapolation. Pour la commune, le premier recensement exhaustif entrant dans le cadre du nouveau dispositif a été réalisé en 2005.

En 2022, la commune comptait 690 habitants, en évolution de −6,76 % par rapport à 2016 (Savoie : +3,63 %, France hors Mayotte : +2,11 %).
| 1793  | 1800  | 1806  | 1822  | 1838  | 1848  | 1858  | 1861  | 1866  |
| ----- | ----- | ----- | ----- | ----- | ----- | ----- | ----- | ----- |
| 1 016 | 1 026 | 1 101 | 1 482 | 1 565 | 1 574 | 1 313 | 1 431 | 1 263 |

| 1872  | 1876  | 1881  | 1886  | 1891  | 1896  | 1901 | 1906 | 1911 |
| ----- | ----- | ----- | ----- | ----- | ----- | ---- | ---- | ---- |
| 1 147 | 1 053 | 1 076 | 1 099 | 1 094 | 1 002 | 935  | 918  | 911  |

| 1921 | 1926 | 1931 | 1936 | 1946 | 1954 | 1962 | 1968 | 1975 |
| ---- | ---- | ---- | ---- | ---- | ---- | ---- | ---- | ---- |
| 994  | 794  | 793  | 885  | 922  | 858  | 728  | 700  | 593  |

| 1982 | 1990 | 1999 | 2005 | 2006 | 2010 | 2015 | 2020 | 2022 |
| ---- | ---- | ---- | ---- | ---- | ---- | ---- | ---- | ---- |
| 609  | 643  | 681  | 815  | 849  | 767  | 737  | 707  | 690  |

### Enseignement
La commune de Sainte-Foy-Tarentaise est située dans l'académie de Grenoble. En 2016, elle administre une école maternelle et une école élémentaire regroupant 81 élèves.

### Médias

#### Radios et télévisions
La commune est couverte par des antennes locales de radios dont France Bleu Pays de Savoie, Radio Courchevel... Enfin, la chaîne de télévision locale TV8 Mont-Blanc diffuse des émissions sur les pays de Savoie. Régulièrement l'émission La Place du village expose la vie locale de la vallée de la Tarentaise. France 3 et son décrochage France 3 Alpes, peuvent parfois relater les faits de vie de la commune.

#### Presse et magazines
La presse écrite locale est représentée par des titres comme Le Dauphiné libéré avec une édition locale, et l'hebdomadaire La Savoie.

### Cultes
L'ancienne paroisse de Sainte-Foy-Tarentaise était dédiée à Sainte Foy. La commune est désormais intégrée à la paroisse Saint Maurice en Haute Tarentaise, , qui fait partie du doyenné de Haute Tarentaise, dont le siège se trouve à Bourg-Saint-Maurice. Elle se trouve dans l'archidiocèse de Chambéry, Maurienne et Tarentaise.

### Sports
Sainte-Foy-Tarentaise voit se développer une station de sports d'hiver sur son territoire à partir du débuts des années 1980 Celle-ci est aménagée au hameau de Bon Conseil et son domaine sur le versant nord-ouest de la Foglietta. Il s'agit d'une « station dite moyenne ou station de moyenne montagne ».
L'ouverture du domaine a lieu lors de la saison hivernale de 1990-1991, avec trois télésièges.
Le domaine skiable propose 41 km de pistes de ski alpin (30 km en 2004). Il s'étend entre 1520 et 2620 mètres.
En cyclisme, Sainte-Foy Tarentaise fut à l'arrivée de la 8e étape du Tour de l'Avenir 2017. La montée fut classée en deuxième catégorie et Egan Bernal remportait cette étape, consolidant son maillot jaune endossé la veille.

## Économie

### Tourisme

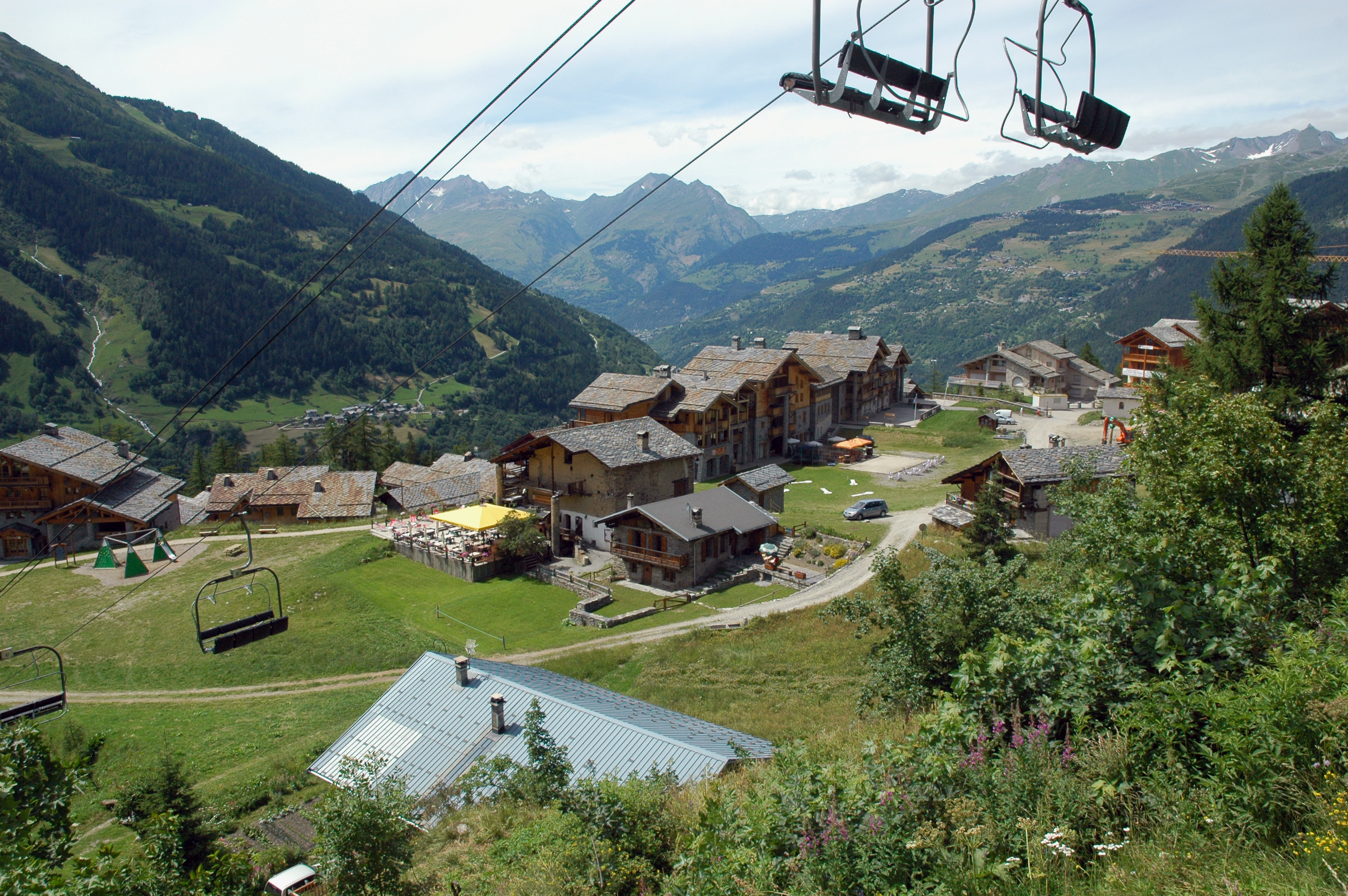
Des résidences touristiques et remontées à Station Sainte-Foy.

Au 1er janvier 2018, l'Insee indique que la commune de Sainte-Foy-Tarentaise possède un hôtel 3*, aucun camping, mais cinq hébergements — 3 résidences de tourisme et 2 villages de vacances — collectifs d'une capacité de 1 627 lits touristiques.
L'organisme promotionnel Savoie Mont Blanc estimait en 2016 que la capacité d'accueil de la commune était de 5 688 lits touristiques répartis dans 867 établissements (contre 778 en 2014). Les hébergements se répartissent comme suit : 4 meublés ; 3 résidences; 2 hôtels (contre 4 en 2014), 3 gîtes d'étapes ou refuge et une chambre d'hôte labellisée.

### Cinéma et télévision
La commune a été utilisée comme lieu de tournage pour plusieurs films et feuilletons, dont Les Sesterain ou Le Miroir 2000 en 1971, La trace en 1983 et Fallait pas !... en 1996.

## Culture locale et patrimoine
La commune compte un monument répertorié à l'inventaire des monuments historiques, la chapelle Sainte-Brigitte et aucun lieu répertorié à l'inventaire général du patrimoine culturel. Par ailleurs, elle compte 21 objets répertoriés à l'inventaire des monuments historiques dans les différents édifices religieux que compte la commune, mais aucun répertorié à l'inventaire général du patrimoine culturel.

### Lieux
Le Monal

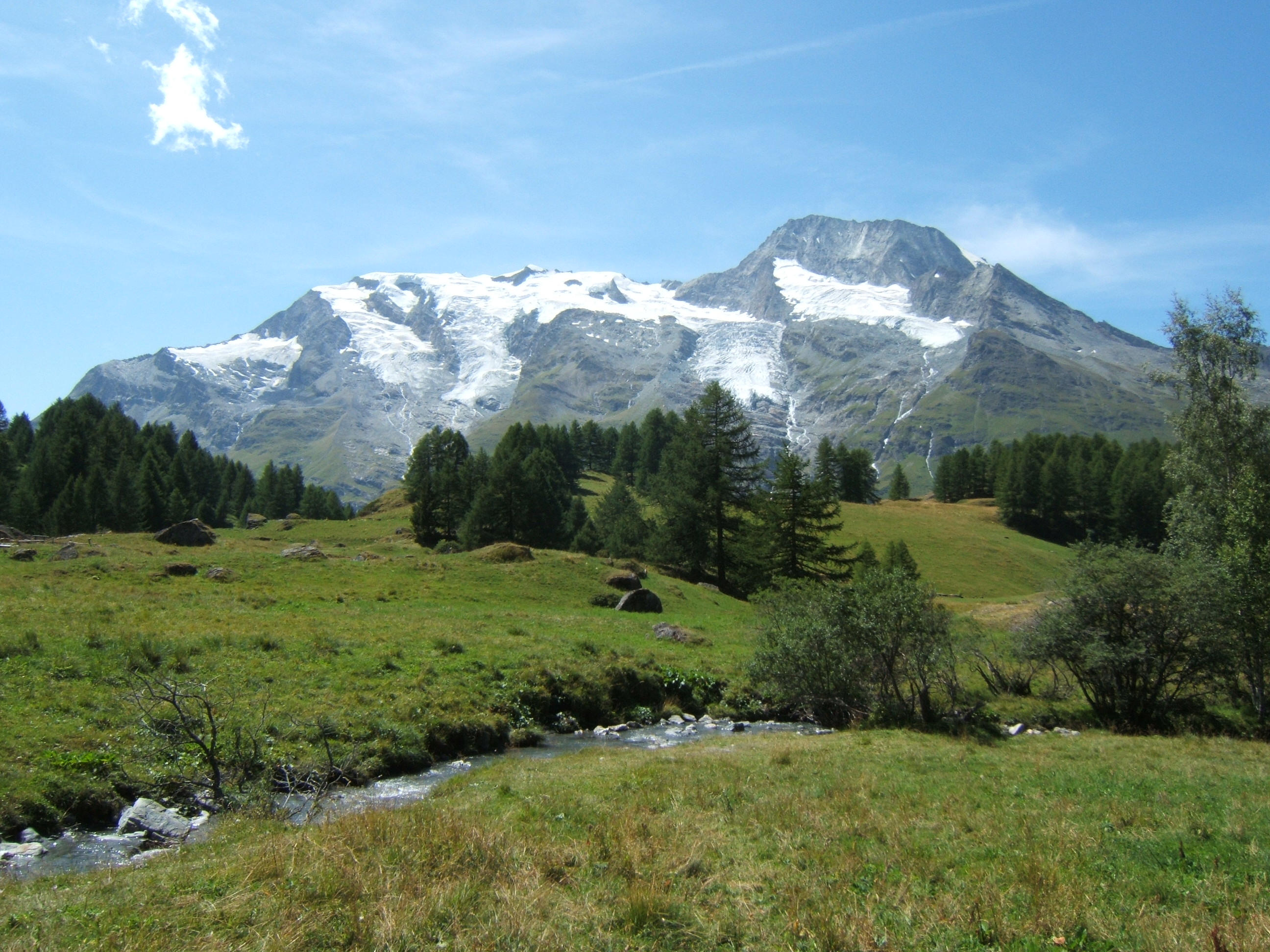
Le mont Pourri vu du Monal.

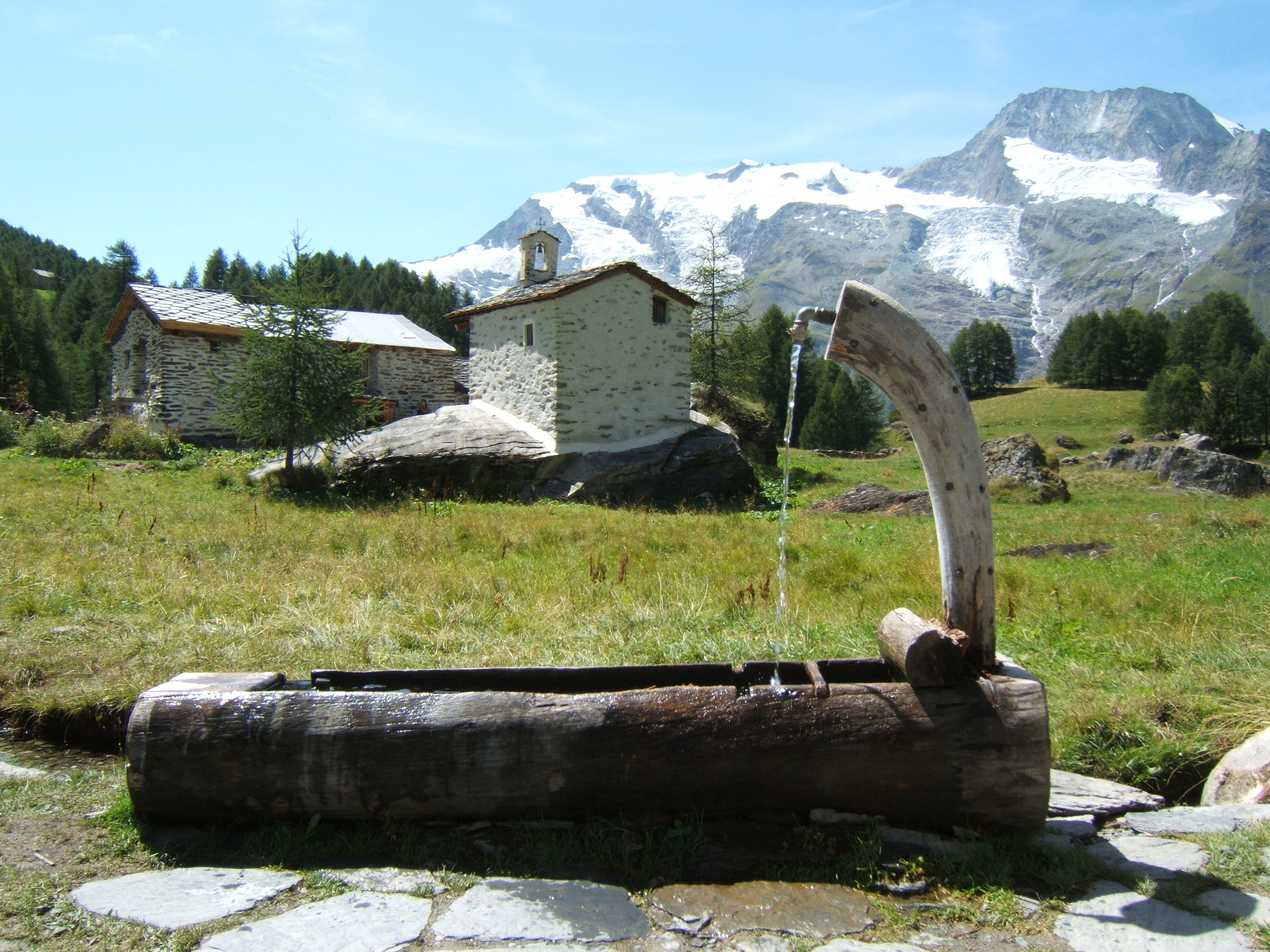
La fontaine et la chapelle Saint-Clair au Monal.

Le Monal est un site classé depuis 1987. Le hameau, situé à 1874 mètres d'altitude, est composé de chalets traditionnels datant des XVIIIe et XIXe siècles. L'environnement naturel fait de pierres et de bois se retrouve entièrement dans le mode de construction. Les maisons ont été bâties sur les restes d'un monastère datant du XVIe siècle. Plusieurs chapelles encore debout témoignent de cette époque.L'eau est, elle aussi, richement présente dans les gouilles et les ruisseaux qui serpentent entre les maisons.

Site authentique, le village du Monal a été utilisé pour le tournage de certaines scènes du film La trace, en 1983, qui conte les aventures d'un colporteur au XIXe siècle. Plusieurs Santaférins ont fait de la figuration dans ce long-métrage.
Le Miroir

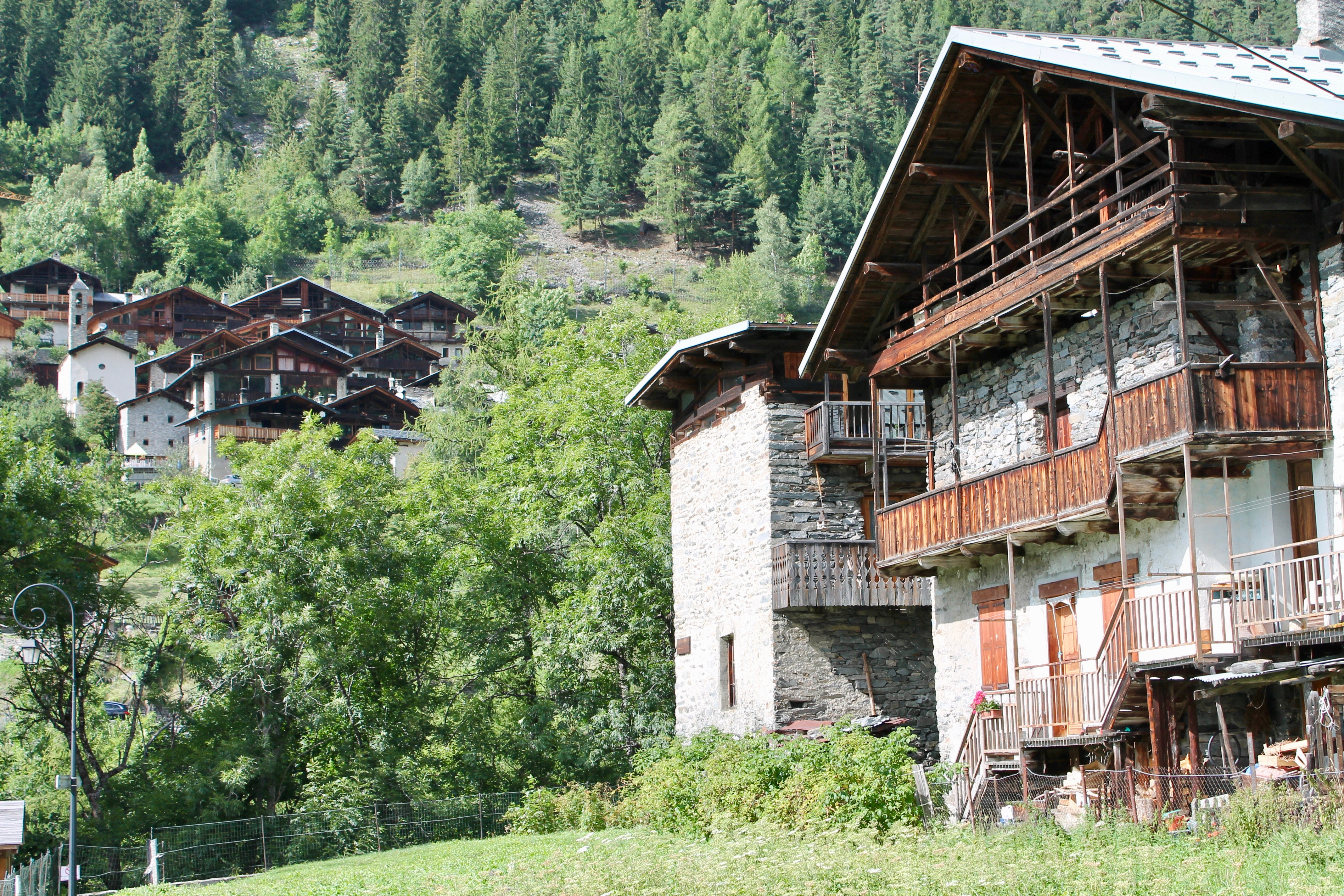
Habitats du hameau de la Mazure, fond le hameau du Miroir et sa chapelle.

Le hameau  possède ses maisons à colonnes ; procédé de construction esthétique, mais utilisé à l’époque pour son côté pratique. En effet, ces colonnes, originaires de la Vallée d’Aoste, supportent l’avancée du toit et forment un espace de circulation abritée : la circulation de l’air au niveau des séchoirs à foin ou à bois et la circulation des hommes entre les différents étages, à l’abri des intempéries.
Le hameau a inspiré un feuilleton télévisé intitulé Les Sesterain ou Le Miroir 2000.
On peut également retrouver ces maisons à colonnes à La Mazure, à Montalbert, au Baptieu, à La Thuile et à Bonconseil (village d’implantation de la station de Sainte-Foy).
Par ailleurs, de nombreux hameaux de montagne possèdent leurs chapelles (24 chapelles sur la commune dont certaines ont été rénovées). La plupart d’entre elles sont très anciennes puisque leur existence est mentionnée en 1633. Elles furent érigées par les « communiers », paysans utilisant les alpages, et les propriétaires habitant les hameaux.

### Monuments
- La chapelle Sainte-Brigitte,  Inscrit MH par arrêté du 3 avril 1992[29]
- L'église de Sainte-Foy : elle a été détruite plusieurs fois et a été reconstruite pour la dernière fois en 1975. L’architecture actuelle est en harmonie avec le style des constructions traditionnelles : alliage du bois et de la maçonnerie, toit de lauzes soutenu par des colonnes de pierre. En entrant, on remarque les retables qui garnissent le fond et le côté de l’église.

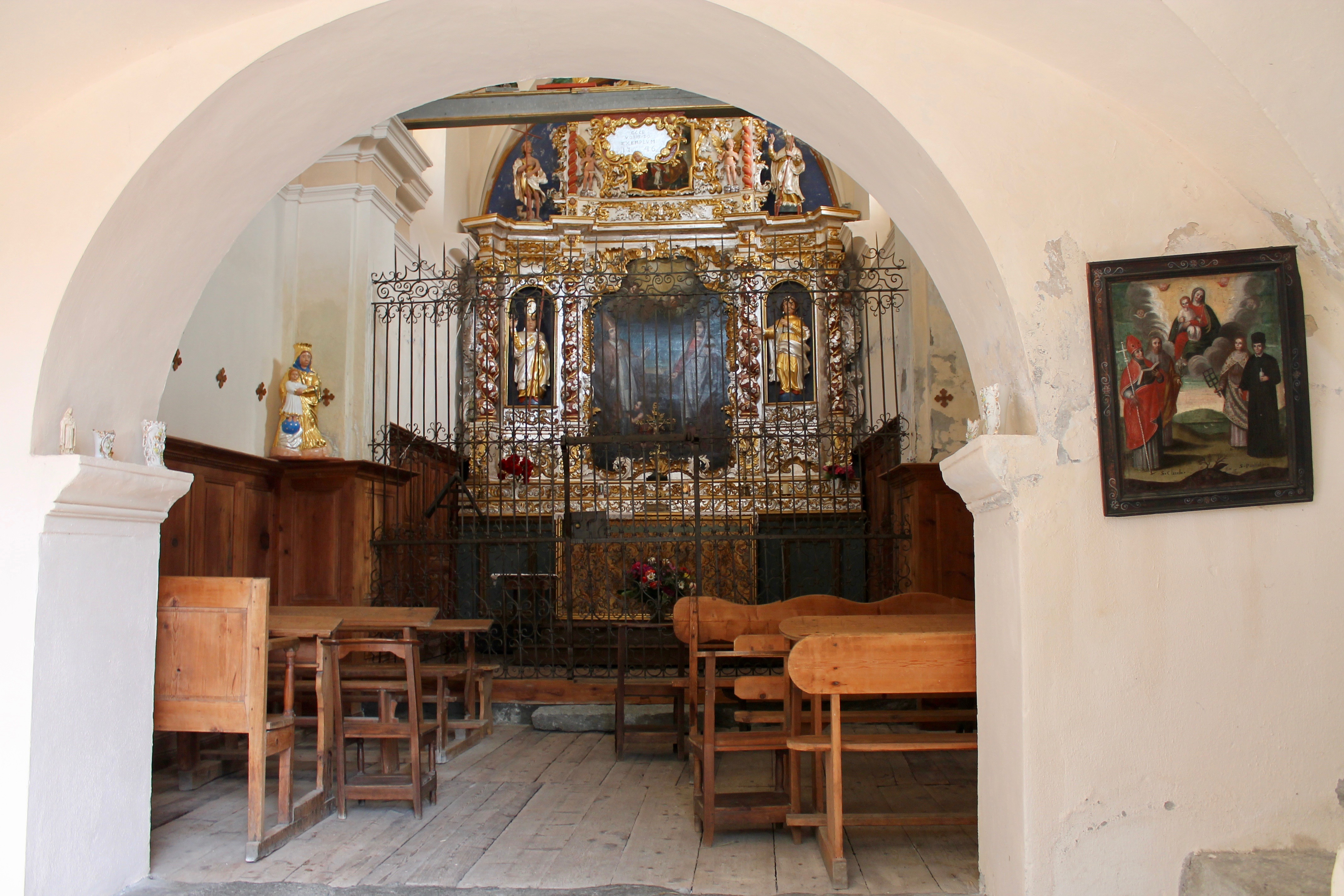
Intérieur de la chapelle Saint-Claude-et-Sainte-Appolonie reconstruite au XVIIIe siècle dans le hameau de La Mazure.

- La chapelle Saint-Claude-et-Sainte-Appolonie, reconstruite au XVIIe siècle, située au hameau de La Mazure.

### Personnalités liées à la commune
- César Constantin Empereur (1848-1929), député de la Savoie (1899-1909), puis sénateur (1909-1920)
- Natale Palli (1895-1919), aviateur italien tombé avec son avion SVA sur le mont Pourri[30].
- Émile Paganon (1916-2012), militaire et résistant. A vécu à Sainte-Foy et y est inhumé.
- Général Paul Oddo (1917-2000), résident de la commune et inhumé à Sainte-Foy-Tarentaise en mars 2000[31].
- Ulysse Bozonnet (1922-2014), résistant, écrivain et alpagiste au hameau de Pierre Giret[32]. On lui doit l'ouvrage Section Paganon, dans les cimes pour la liberté (2005).
- Stéphane Clavier (1955-), réalisateur français[33].
- Gautier Capuçon (1981-), violoncelliste français[34].